# D.I.C.E. 어워즈
D.I.C.E. 어워즈(전명칭 인터랙티브 어치브먼트 어워즈)는 1998년 설립된 한 해의 최고의 비디오 게임, 컴퓨터 게임, 온라인 엔터테인먼트, 수십억 달러의 전 세계적인 엔터테인먼트 소프트웨어 산업의 발전에 기여한 개발 팀 등을 시상하는 수상식이다. 상은 인터랙티브 예술과학 협회(Academy of Interactive Arts & Sciences, 줄여서 AIAS)가 시상하며, 상은 인터랙티브 어치브먼트 어워드가 엔터테인먼트 소프트웨어의 개발자들에게 신용적이며 존경스러운 상이 되도록 하기 위해 특별하거나 권한이 주어진 협회 회원의 투표로 정해진다.

## 참조

### 주해
1. ↑  영어: D.I.C.E. Awards
2. ↑  영어: The Interactive Achievement Awards, 약칭 IAA's